# François de Bavière (1875-1957)
Pour les articles homonymes, voir François de Bavière.
Le prince François de Bavière (en allemand, Franz Maria Luitpold Prinz von Bayern), né le 10 octobre 1875 au château de Leutstetten, et mort au même lieu, le 25 janvier 1957, troisième fils et cinquième des treize enfants de Louis III de Bavière et de Marie-Thérèse de Modène, est un membre de la Maison de Wittelsbach et un général-major de l'armée bavaroise.
François de Bavière participe à la Première Guerre mondiale avant la chute de la monarchie bavaroise en 1918. Ensuite, il gère les domaines familiaux qu'il doit de nouveau fuir brièvement en 1945. Il retourne au château de Leutstetten où réside son frère aîné Rupprecht, prétendant au trône de Bavière. Il laisse en Bavière le souvenir d'un aristocrate de l'ancien régime intéressé non seulement par les questions militaires, mais également animé par un intérêt scientifique et géologique.

## Biographie

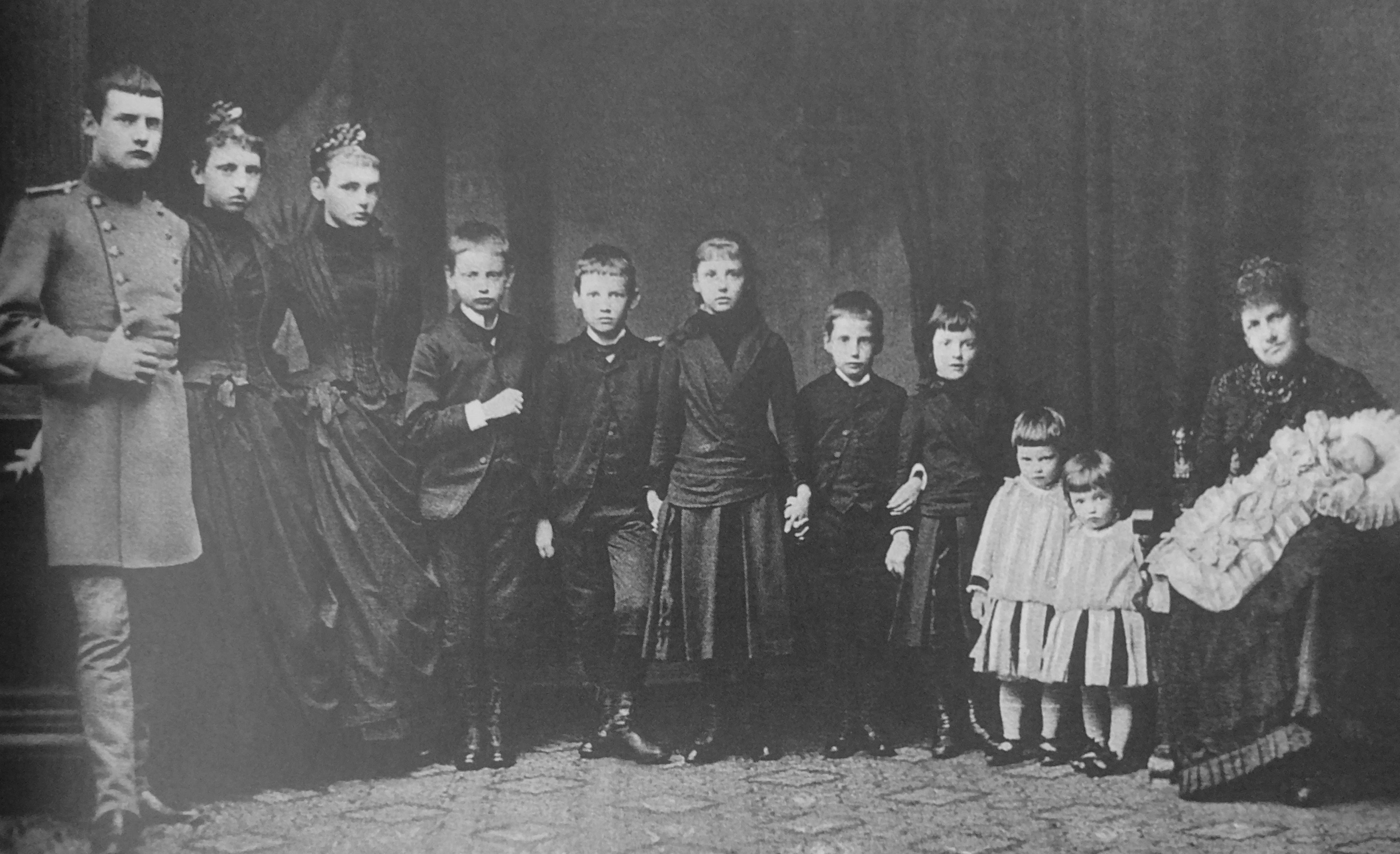
François de Bavière, 5e à partir de la gauche, sa mère et ses frères et sœurs en 1888.

### Formation
Après ses études d'humanités, le prince François prend part, depuis 1894, à des exercices de l'école militaire. En 1896, il entreprend un voyage au nord de l'Allemagne, au Danemark, en Suède et en Norvège. Avec grand intérêt, il se consacre au service militaire. À partir de 1911, il sert comme juge-adjoint, et à partir du 1er janvier 1914 comme juge à la Haute-Cour Martiale de Bavière.

### Mariage et descendance

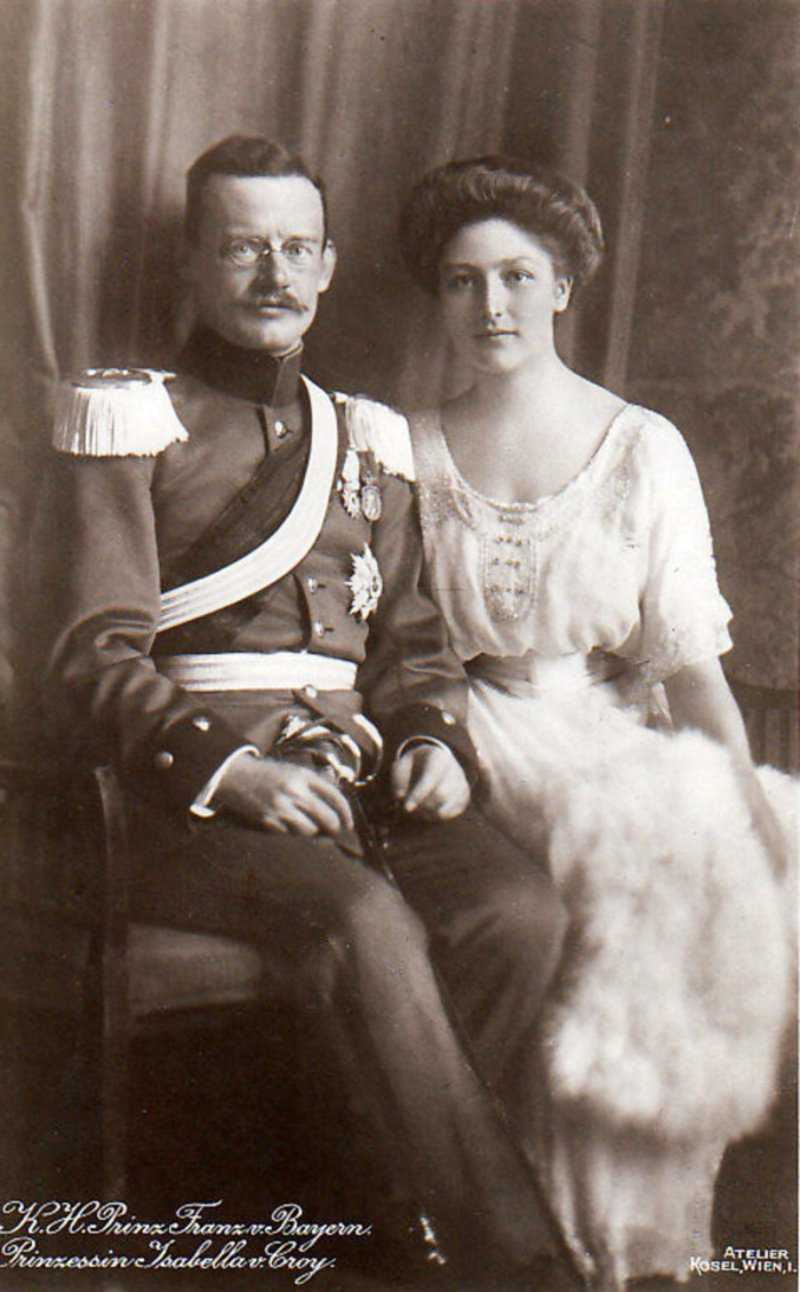
François de Bavière et son épouse Isabelle de Croÿ vers 1912.

Le 8 juillet 1912, François épouse la princesse Isabelle de Croÿ (1890-1982), une nièce de l'archiduchesse Isabelle d'Autriche-Teschen (1856-1931), dans la chapelle du château de Weilburg, en Basse-Autriche.
François et Isabelle de Bavière sont parents de six enfants, tous titrés prince et princesse de Bavière :
- Louis de Bavière (1913-2008), épouse en 1950 Irmingard princesse de Bavière (1923-2010), dont trois enfants ;
- Maria Elisabeth de Bavière (1914-2011), épouse en 1937 au château de Nymphenburg Pedro Henrique d'Orléans-Bragance, prince d'Orléans et Bragance (1909-1981), dont douze enfants ;
- Adelgunde de Bavière (1917-2004), épouse en 1948 à Leutstetten Zdenko baron von Hoenning O'Carroll (1906-1996), dont cinq enfants ;
- Éléonore de Bavière (1918-2009), épouse en 1951 à Leutstetten: Konstantin Graf von Waldburg zu Zeil und Trauchburg (1909-1972), dont six enfants ;
- Dorothée de Bavière (1920-2015), épouse en 1938 à Sárvár (Hongrie) Gottfried de Habsbourg-Toscane (1902-1984), dont quatre enfants ;
- Rasso de Bavière (1926-2011), épouse en 1955 Thérèse de Habsbourg-Toscane (1931), dont sept enfants.

### Carrière militaire
François de Bavière a conquis les grades suivants :
- 1891 : Sekonde-Lieutenant
- 1899 : Premier-Lieutenant
- 1902 : Hauptmann
- 1907 : Major
- 1911 : Oberstleutnant
- 1913 : Oberst
- 1914 : Generalmajor

### Première Guerre mondiale
Peu avant la Première Guerre mondiale, il est commandant du 2e régiment d'infanterie royal bavarois (de). Peu après, il est promu général-major. En janvier 1915, il est placé à la tête de la 3e brigade d'infanterie royale bavaroise (de). En tant que commandant de la 4e brigade d'infanterie royale bavaroise (de), il prend part les 23 et 24 mai 1916 à l'avancée des troupes dans l'est de la France. En raison de son énergie et de son courage personnel dans les combats lourds de Verdun, en mai et juin 1916, le prince François reçoit la plus haute distinction bavaroise, la croix de Chevalier de l'ordre militaire de Max-Joseph.
Le 28 octobre 1916, il est promu commandant de la 4e Division bavaroise. À l'été 1917, à la bataille de Passchendaele, il attaque les formations anglaises, les faisant reculer jusqu'à Broodseinde, hameau de Zonnebeke. En avril 1918, son unité prend d'assaut le mont Kemmel. Le prince François, en récompense de ses capacités militaires, est promu le 26 avril 1918 commandeur de l'ordre militaire Max-Joseph de Bavière.
À partir de l'été 1918, le prince François et sa 4e Division subissent de lourdes pertes pendant la retraite des Flandres. Elle compte à partir de septembre 1918 à peine plus de 1 000 hommes. Le 7 novembre 1918, dans les derniers jours de la guerre, la 4e Division est envoyée à la frontière italienne.

### Entre deux-guerres
Après la Première Guerre mondiale, François gère les terres familiales autour du château de Nadasdy, en Hongrie. Cependant, il doit fuir son domaine en 1945, et s'installe près du château de Leutstetten, où son frère le prince héritier Rupprecht réside.
De tout temps, même durant la guerre, François marque un intérêt scientifique pour les fossiles qu'il a recueillis afin d'enrichir les collections de l'État.

### Mort et funérailles
À la fin de sa vie, François incarne l'archétype du prince pieux et soldat, également versé dans la gestion forestière et agricole. Il meurt le 25 janvier 1957, à l'âge de 81 ans au château de Leutstetten. Il est inhumé à l'église Saint-Michel de Munich.

## Honneurs
François de Bavière est :
- Chevalier de l'ordre de Saint-Hubert (Bavière).
- Commandeur de l'ordre de Saint-Georges de Bavière.
- Commandeur de l'ordre militaire de Maximilien-Joseph de Bavière (26 avril 1918).
- Chevalier de l'ordre du Mérite militaire (Bavière) (16 mai 1918).
- Chevalier de l'ordre de l'Aigle noir (Prusse).
- Grand-croix de l'ordre de la Couronne de Rue (Saxe).

## Ascendance
|  |                                              |  |  |  |  |  |  |  |  |  |  |  |  |
|  | 8. Louis Ier de Bavière                      |  |  |  |  |  |  |  |  |  |  |  |  |
|  |                                              |  |  |  |  |  |  |  |  |  |  |  |  |
|  |                                              |  |  |  |  |  |  |  |  |  |  |  |  |
|  | 4. Luitpold de Bavière                       |  |  |  |  |  |  |  |  |  |  |  |  |
|  |                                              |  |  |  |  |  |  |  |  |  |  |  |  |
|  |                                              |  |  |  |  |  |  |  |  |  |  |  |  |
|  | 9. Thérèse de Saxe-Hildburghausen            |  |  |  |  |  |  |  |  |  |  |  |  |
|  |                                              |  |  |  |  |  |  |  |  |  |  |  |  |
|  |                                              |  |  |  |  |  |  |  |  |  |  |  |  |
|  | 2. Louis III de Bavière                      |  |  |  |  |  |  |  |  |  |  |  |  |
|  |                                              |  |  |  |  |  |  |  |  |  |  |  |  |
|  |                                              |  |  |  |  |  |  |  |  |  |  |  |  |
|  | 10. Léopold II (grand-duc de Toscane)        |  |  |  |  |  |  |  |  |  |  |  |  |
|  |                                              |  |  |  |  |  |  |  |  |  |  |  |  |
|  |                                              |  |  |  |  |  |  |  |  |  |  |  |  |
|  | 5. Auguste-Ferdinande de Habsbourg-Toscane   |  |  |  |  |  |  |  |  |  |  |  |  |
|  |                                              |  |  |  |  |  |  |  |  |  |  |  |  |
|  |                                              |  |  |  |  |  |  |  |  |  |  |  |  |
|  | 11. Marie de Saxe                            |  |  |  |  |  |  |  |  |  |  |  |  |
|  |                                              |  |  |  |  |  |  |  |  |  |  |  |  |
|  |                                              |  |  |  |  |  |  |  |  |  |  |  |  |
|  | 1. François de Bavière                       |  |  |  |  |  |  |  |  |  |  |  |  |
|  |                                              |  |  |  |  |  |  |  |  |  |  |  |  |
|  |                                              |  |  |  |  |  |  |  |  |  |  |  |  |
|  | 12. François IV de Modène                    |  |  |  |  |  |  |  |  |  |  |  |  |
|  |                                              |  |  |  |  |  |  |  |  |  |  |  |  |
|  |                                              |  |  |  |  |  |  |  |  |  |  |  |  |
|  | 6. Ferdinand Charles Victor d'Autriche-Este  |  |  |  |  |  |  |  |  |  |  |  |  |
|  |                                              |  |  |  |  |  |  |  |  |  |  |  |  |
|  |                                              |  |  |  |  |  |  |  |  |  |  |  |  |
|  | 13. Marie-Béatrice de Savoie                 |  |  |  |  |  |  |  |  |  |  |  |  |
|  |                                              |  |  |  |  |  |  |  |  |  |  |  |  |
|  |                                              |  |  |  |  |  |  |  |  |  |  |  |  |
|  | 3. Marie-Thérèse de Modène                   |  |  |  |  |  |  |  |  |  |  |  |  |
|  |                                              |  |  |  |  |  |  |  |  |  |  |  |  |
|  |                                              |  |  |  |  |  |  |  |  |  |  |  |  |
|  | 14. Joseph de Habsbourg-Lorraine (1776-1847) |  |  |  |  |  |  |  |  |  |  |  |  |
|  |                                              |  |  |  |  |  |  |  |  |  |  |  |  |
|  |                                              |  |  |  |  |  |  |  |  |  |  |  |  |
|  | 7. Élisabeth de Habsbourg-Hongrie            |  |  |  |  |  |  |  |  |  |  |  |  |
|  |                                              |  |  |  |  |  |  |  |  |  |  |  |  |
|  |                                              |  |  |  |  |  |  |  |  |  |  |  |  |
|  | 15. Marie-Dorothée de Wurtemberg             |  |  |  |  |  |  |  |  |  |  |  |  |
|  |                                              |  |  |  |  |  |  |  |  |  |  |  |  |
|  |                                              |  |  |  |  |  |  |  |  |  |  |  |  |